# Broken Arrow (canción de Pixie Lott)
«Broken Arrow» es una canción de la cantante y compositora británica Pixie Lott. Fue escrita por Pixie Lott, Ruth-Anne Cunningham y Toby Gad y fue publicada el 10 de octubre de 2010 como el sencillo principal de la reedición de su disco debut Turn It Up Louder. 
Una versión acústica del tema es el tema que acompaña al sencillo en su edición física y digital.

## Críticas
Newsround y Unreality Shout describieron "Broken Arrow" como "al principio no pegadiza", pero "con las escuchas mejora". También catalogaron el tema como una "tormentosa balada rompecorazones", complementada por la "poderosa" voz de Pixie Lott.

## Lista de canciones y formatos
CD sencillo
1. "Broken Arrow"
2. "Broken Arrow" (Acoustic Version)

iTunes EP
1. "Broken Arrow"
2. "Broken Arrow" (Paul Harris Vocal)
3. "Broken Arrow" (Paul Harris Dub)
4. "Broken Arrow" (Acoustic Version)
5. "Broken Arrow" (Shapeshifters Remix)

## Personal
- Pixie Lott – voz
- Toby Gad – productor
- Jay Reynolds – masterizador
- Mark Pusey – batería
- Oliver Weeks – teclado
- Alex Watson – actor

## Posicionamiento
| Listas (2010)    | Posición máxima |
| ---------------- | --------------- |
| Irlanda          | 30              |
| UK Singles Chart | 12              |